# Miguel Escalona Verano
Miguel Escalona Verano (Logronyo, 22 de novembre de 1983) és un exfutbolista riojà, que ocupava la posició de porter. Va ser internacional amb la selecció espanyola sub-21.
Format a les categories inferiors de l'Athletic Club, no arriba a debutar amb el primer equip. És cedit al Racing de Ferrol, on disputa dos partits de Segona Divisió. La seua carrera prossegueix per conjunts de Segona B, com Logroñés CF, Mazarrón CF, CD Guijuelo o CD Lugo.